# محمد بن خلف الستري
الشيخ محمد بن خلف الستري هو رجل دين شيعي بحراني أصله من جزيرة سترة، وبها كانت ولادته إلّا أنه انتقل في فترة لاحقة إلى قرية البلاد القديم في شمال البحرين، وسكن فيها. وقد تتلمذ في العلوم الحوزوية عند عدد من رجال الدين المعروفين، حيث أنّهُ من تلامذة عبد الله البلادي، وحسين العصفور. ومن مؤّلفاته: حاشية على زبدة الأصول الذي هو حاشية على كتاب زبدة الأصول للبهائي، وكذلك له رسالة في أحكام الشكّ والسهو ينقل فيها كثيراً عن شيخه العصفور ويعبر عنه بشيخنا، ويقول البلادي صاحب أنوار البدرين: ”والتمس منه جماعة كثيرة رسالة عملية وألحوا عليه فلم يعمل سوى هذه الرسالة الشكية السهوية المتقدم ذكرها ومع ذلك شرط عليهم في أولها شروطا كل ذلك تحرجا وتورعا من الفتوى“. وقد تتلمذ على يديه بعض رجال الدين، وقد ذُكر منهم علي بن محمد بن إسحاق البلادي. وليس له ذكر كثير في كتب التراجم والسيّر والرجال.